# Elektrostrykcja
Elektrostrykcja – zjawisko zmiany wymiarów materiału pod wpływem pola elektrycznego (napięcia). Charakteryzuje się tym, że zmiana wymiarów zachodzi w jednym kierunku, niezależnie od kierunku przyłożonego pola elektrycznego (zjawisko proste). Stopień odkształcenia jest proporcjonalny do kwadratu natężenia pola. Elektrostrykcji nie należy mylić z odwrotnym zjawiskiem piezoelektrycznym.
Dipole w materiałach elektrostrykcyjnych ułożone są w sposób przypadkowy. Wpływa to, przy znacznej liczbie dipoli, na uśrednienie wypadkowej wartości polaryzacji do zera. Z powyższego powodu zachodzi konieczność polaryzowania materiałów elektrostrykcyjnych.
Elektrostrykcja jest jednym z efektów optyki nieliniowej występującym w materiałach z nieliniowością trzeciego rzędu.
Zjawisko elektrostrykcji wpływa na wiele zjawisk, np. destabilizuje częstotliwość lasera.